# Tauschia
Tauschia es un género de plantas con flores de la familia de las zanahorias. Estas son plantas perennes con raíces o tubérculos y el follaje generalmente se asemeja al de los parientes de perejil y zanahoria. Tauschia es originaria de América.

## Especies
- Tauschia arguta
- Tauschia glauca
- Tauschia hartwegii
- Tauschia howellii
- Tauschia kelloggii
- Tauschia parishii
- Tauschia stricklandii
- Tauschia tenuissima
- Tauschia texana